# Lac Poinsett
Pour les articles homonymes, voir Poinsett.
Le lac Poinsett est un lac des États-Unis, situé dans les comtés de Brevard, d'Orange et d'Osceola en Floride. Il est le deuxième plus grand lac du comté de Brevard après le lac Washington.

## Source de la traduction
- (en) Cet article est partiellement ou en totalité issu de l’article de Wikipédia en anglais intitulé « Lake Poinsett (Florida) » (voir la liste des auteurs).